# フジミインコーポレーテッド
株式会社フジミインコーポレーテッド（英: FUJIMI INCORPORATED）は、愛知県清須市に本社を置く世界的大手研磨材メーカー。1950年に不二見研磨材工業所として名古屋市昭和区で創業。1991年に不二見研磨材販売株式会社、株式会社エフディティ、フジミ興産株式会社の3社を合併し現社名に変更。1950年に日本で初めて精密人造研磨材を製造し、現在半導体シリコンウェハー製造用研磨材で世界No.1シェアを有している。2022年3月期は純利益過去最高値を更新し、営業利益率23%と高い値を維持している。社員への還元率も高く、賞与平均は8カ月を超える。

## 概要
研磨用粉体製造及び遊離砥粒製品の大手グローバル企業。半導体シリコンウェハーの製造工程で使用されるラッピング材、ファイナルポリシング材はいずれも他を圧倒する高い世界シェアを有しており、会社の収益の根幹となっている。半導体用途としてはウエーハプロセスで使用されるCMP（化学的機械的研磨）の研磨材でもマーケットシェアを伸ばしており、半導体の性能を左右するトランジスタ素子形成工程（FEOL）のポリシリコン向けにおいては世界シェアの過半を占めている。一般研磨材の延長としての機能性研磨材やハードディスクドライブ基板用研磨材においても中心的な存在となっている。
研磨材の基礎技術として必要となる分級技術に特徴があり、粉体の特性を利用した製品への技術展開を進めており、溶射材等の硬度を持たせた皮膜形成材への事業展開も進めている。

## 経営
歴代の社長は創業家である越山家の流れを汲んでおり、現社長は創業者の孫娘婿である。東証プライム上場企業であるが、創業家縁の株主及び従業員株主（持株会含む）が大株主となっており株主の安定性を確保している。

## 沿革
- 1950年8月：不二見研磨材工業所を名古屋市昭和区に創業[1]。
- 1953年3月：不二見研磨材工業株式会社を設立[1]。
- 1957年：東京通信工業（株）（現ソニー（株））のゲルマニウム半導体基盤用研磨材ニーズに対応
- 1959年：本社を現在地に移転[1]。

真空管、トランジスタ用絶縁材として高純度絶縁アルミナ生産開始
- 1960年：光学用硝子・板硝子向けのポリシング材FR［フジミレミロックス（酸化セリウム）］を生産開始
- 1961年1月：ゲルマニウムウェハー用ポリシング材［FS］を生産開始
- 1967年7月：シリコンウェハー用ポリシング材［GLANZOX］を発表
- 1970年：稲沢工場操業[1]。
- 1971年：光学レンズ研削用の［FDP］を開発
- 1974年：シリコンウェハー用ポリシング材［GLANZOX］シリーズを開発
- 1975年：GaAsウェハー用ポリシング材［INSEC］シリーズを開発
- 1977年1月：プラスチックレンズ用研磨材［POLIPLA］を生産開始
- 1978年：「東京技術センター」を閉鎖
- 1980年10月：本社ビル完成
- 1981年：［COMPOL］シリーズを開発
- 1983年：ハードディスク用ポリシング材［MEDIPOL-N］シリーズを開発
- 1984年：FUJIMI CORPORATIONを米イリノイに設立[1]。
- 1985年：各務原工場操業[1]。
- 1987年：シリコンウェハー用精密研削砥石［FPW-E］シリーズを開発
- 1988年5月：FUJIMI AMERICA INC.を米国オレゴン州に設立
- 1988年9月：超高純度のシリコンウェハー用ポリシング材［GLANZOX3900］ を開発
- 1990年11月：ディスク用ポリシング材［DISKLITE］シリーズを開発
- 1991年：不二見研磨材販売株式会社、株式会社エフディティ、フジミ興産株式会社の3社を合併し現社名に変更[1]。
- 1993年10月：ディスク用テクスチャー［DIATEC-GTX］シリーズを開発
- 1994年6月-9月：本社、稲沢、各務原および米国の全生産拠点が国際標準化機構「ISO9002」の認証を取得
- 1995年：株式を店頭登録。（現在のジャスダック、2007年3月23日上場廃止）[1]

FUJIMI-MICRO TECHNOLOGY SDN. BHD.をマレーシアに設立
CMP用スラリー［PLANERLITE］シリーズを開発
- 1996年：各務東町工場操業[1]。
- 1996年10月：FUJIMI AMERICA INC.トゥアラタン工場（米国オレゴン州）の操業開始
- 1999年1月：物流センター稼働
- 1999年3月：国内の全生産拠点が国際標準化機構「ISO9001」の認証を取得
- 1999年11月：FUJIMI CORPORATIONを１００％子会社化
- 2000年3月：国内の全生産拠点が国際標準化機構「ISO14001」の認証を取得
- 2000年5月：溶射材事業部棟操業開始
- 2000年：研究開発センター稼動[1]。
- 2000年10月：FUJIMI-MICRO TECHNOLOGY SDN. BHDクリム工場稼働
- 2000年12月：CMPスラリー（Cu用）［PLANERLITE-7000］シリーズを開発
- 2001年1月：耐衝撃WCサーメット溶射材［SURPREX W2010X］を発表
- 2002年10月：世界初、HVOF［高速フレーム溶射］による微粉末溶射システムの確立に成功
- 2003年7月：FUJIMI AMERICA INC. はFUJIMI CORPORATIONと合併し、商号をFUJIMI CORPORATIONに変更
- 2004年1月：FUJIMI EUROPE LIMITED （イギリス）およびFUJIMI EUROPE GMBH（ドイツ）を設立し営業開始
- 2005年10月：台湾竹北市に駐在員事務所を開設
- 2007年：東京証券取引所、名古屋証券取引所各1部上場[1]。
- 2007年3月：JASDAQ証券取引所の上場廃止
- 2007年4月：本社工場を枇杷島工場に呼称変更
- 2007年5月：中国上海市に駐在員事務所を開設
- 2008年5月：各務東町工場第2棟の操業開始
- 2008年10月：韓国ソウル市に駐在員事務所を開設
- 2010年9月：FUJIMI EUROPE LIMITED(イギリス）はFUJIMI EUROPE GmbH（ドイツ)に移管
- 2010年：創業60周年。
- 2011年：台湾子会社FUJIMI TAIWAN LIMITED設立[1]。
- 2013年：韓国子会社FUJIMI KOREA LIMITED設立[1]。
- 2015年：中国子会社FUJIMI SHENZHEN TECHNOLOGY CO.,LTD.設立[1]。
- 2015年4月：先端技術研究所を設立
- 2022年4月：東京証券取引所の市場区分見直しにより、東京証券取引所市場第一部からプライム市場に移行
- 2022年4月：名古屋証券取引所の市場区分の見直しにより、名古屋証券取引所市場第一部からプライム市場に移行

## 関連会社
- FUJIMI CORPORATION（アメリカ）
- FUJIMI‐MICRO TECHNOLOGY（マレーシア）
- FUJIMI EUROPE GmbH（ドイツ）
- FUJIMI KOREA LIMITED（韓国）
- FUJIMI SHENZHEN TECHNOLOGY（中国）
- FUJIMI TAIWAN LIMITED（台湾）

## 事業拠点
- 本社・枇杷島工場 - 愛知県清須市
- 稲沢工場 - 愛知県稲沢市
- 各務原工場 - 岐阜県各務原市
- 各務東町工場 - 岐阜県各務原市
- 溶射材事業部 - 岐阜県各務原市
- 研究開発センター - 岐阜県各務原市
- 先端技術研究所 - 岐阜県各務原市
- 物流センター - 岐阜県各務原市
- 東京事務所 - 東京都千代田区
- 上海事務所 -  中国・上海市

## 広告展開・番組
- 放送局：CBCラジオ（AM1053kHz/FM93.7MHz）
- 放送期間2021年11月18日～2022年2月15日
- 放送時間：毎週月曜日～金曜日　時間帯6:30~7:30
- 「多田しげおの気分爽快！！朝からP・O・N」の番組内
- 毎週土曜日・日曜日　時間帯7:00~18:00
- スポット